# دين كرومويل
دين كرومويل (بالإنجليزية: Dean Cromwell)‏ هو مدرب كرة سلة أمريكي، ولد في 20 سبتمبر 1879 في تورنر في الولايات المتحدة، وتوفي في 3 أغسطس 1962 في لوس أنجلوس في الولايات المتحدة.

## وصلات خارجية
- دين كرومويل على موقع الاتحاد الأمريكي لسباقات المضمار والميدان، قاعة المشاهير (الإنجليزية)
- دين كرومويل على موقع كلية كرة السلة في سبورتس رفرنس.كوم (الإنجليزية)
- دين كرومويل على موقع أوليمبيديا (الإنجليزية)